# فریدریش نیچه
فریدریش ویلهلم نیچه (به آلمانی: Friedrich Wilhelm Nietzsche) (تلفظ آلمانی: [ˈfʁi:dʁɪç ˈvɪlhɛlm ˈni:tʃə] ()) (زادهٔ ۱۵ اکتبر ۱۸۴۴ – درگذشتهٔ ۲۵ اوت ۱۹۰۰) فیلسوف، ادیب، شاعر، منتقد فرهنگی، جامعه‌شناس، آهنگساز و لغت‌شناس آلمانی و استاد زبان‌های لاتین و یونانی بود که آثارش تأثیر بسیار عمیقی بر فلسفهٔ غرب و تاریخ اندیشهٔ مدرن برجای گذاشته است. مهم‌ترین اثر فلسفی و ادبی نیچه کتاب چنین گفت زرتشت است که از دیدگاه هایدگر تنها مدخلی است به کتاب ناتمام او یعنی ارادهٔ معطوف به قدرت.
در سال ۱۸۶۹ با ۲۴ سال سن، به کرسی  لغت‌شناسی کلاسیک در دانشگاه بازل دست یافت که جوان‌ترین فرد در نوع خود در تاریخ این دانشگاه به‌شمار می‌رود. در سال ۱۸۷۹ به واسطهٔ بیماری‌هایی که در تمام طول زندگی با او همراه بود، از جایگاه خود در دانشگاه بازل کناره‌گیری کرد و دههٔ بعدی زندگانی‌اش را به تکمیل هستهٔ اصلی آثار خود که تا پیش از آن به نگارش درآورده بود، اختصاص داد. او بیماری خود را موهبتی می‌دانست که باعث زایش افکاری نو در وی شده است. در سال ۱۸۸۹ در سن ۴۴سالگی، قوای ذهنی‌اش را به‌طور کامل از دست داد و دچار فروپاشی ذهنی گردید. دلیل این اتفاق، بیماری ارثی (نرم شدگی مغز) از پدر بود که همین بیماری برادر کوچکتر او را در اوایل زندگی و پدرش را در ۳۵ سالگی از بین برد. او سال‌های باقی‌ماندهٔ عمر را با پرستاری مادرش (تا زمان مرگ او در سال ۱۸۹۷) و پس از آن خواهرش الیزابت فورستر-نیچه گذراند و سرانجام در سال ۱۹۰۰ پس از تجربهٔ عارضهٔ نومونیا و سکته‌های متعدد درگذشت.
شاکلهٔ اصلی نوشته‌های نیچه از جدل فلسفی، شاعری، نقد فرهنگی و قصه تشکیل شده و در کنار آن به‌طور گسترده‌ای نیز به هنر، لغت‌شناسی، تاریخ، دین و دانش پرداخته شده است. نوشته‌های او در عین آنکه سرشار از جملات قصار و گوشه کنایه است، شامل مباحث بسیار دیگری همچون اخلاق، زیبایی‌شناسی، تراژدی، معرفت‌شناسی، خداناباوری و خودآگاهی نیز می‌شود. بنیان‌های اصلیِ فلسفهٔ او عبارتند از نقدهایی تند علیه حقیقت مطلق در دفاع از منظرگرایی، انگارهٔ «آپولونی و دیونیسی»، نقدهای تبارشناختی بر دین و اخلاق مسیحی و نظریهٔ او در این باره تحت عنوان اخلاق ارباب-برده‌ای، تصدیق زیبایی‌شناختی وجود در واکنش به پدیدهٔ «مرگ خدا» و بحران عمیق هیچ‌انگاری، و تعریف سوژهٔ بشری به‌عنوان تجلی‌گاه اراده‌های متنازع و در کشاکش، که در مجموع با عنوان «ارادهٔ معطوف به قدرت» شناخته می‌شود. نیچه در آثار پسینش، مفاهیم تأثیرگذاری همچون «اَبَر-مرد» و «بازگشت جاودانه» را مطرح کرد و به‌طور فزاینده‌ای با قدرت‌های خلّاقهٔ فرد به‌عنوان نیرویی برای غلبه بر پیش‌فرض‌های اجتماعی، فرهنگی، اخلاقی و نیل به ارزش‌های نو و خلوص زیبایی‌شناختی درگیر شد و به غور و تفحّص در بابِ آن‌ها پرداخت.
پس از درگذشتِ نیچه، خواهر او الیزابت فورستر-نیچه متصدّی و ویراستار دست‌نوشته‌های او شد و شماری از آثار منتشرنشدهٔ او را جهتِ تطابق با ایدئولوژی ملی‌گرایانهٔ آلمانیِ شخصی‌اش بازنویسی کرد و در عین حال دیدگاه‌های صریح او را که به‌روشنی در تضاد با یهودستیزی و ملی‌گرایی بودند دچار واگردانی، پیچیدگی و غموض گردانید. الیزابت در مراسمی عصای نیچه را به هیتلر پیشکش کرد. آثار نیچه در ویراست‌های چاپی الیزابت به فاشیسم و نازیسم ارتباط داده شد، اما شماری از پژوهشگران سدهٔ بیستم چنین خوانشی از آثار نیچه را به چالش کشیدند و ویراست‌های اصلاح‌شدهٔ آثار او به‌زودی عرضه گردید. اندیشه‌های او در دههٔ ۱۹۶۰ بار دیگر به محبوبیت رسید، و از آن زمان تاکنون تأثیری عمیق بر اندیشمندان حوزه‌های فلسفه (به‌ویژه مکاتب فلسفه قاره‌ای همچون اگزیستانسیالیسم، پست‌مدرنیسم و پسا-ساختارگرایی)، هنر، ادبیات، روان‌شناسی و فرهنگ عامه در قرون بیستم و بیست و یکم گذاشته است.
از مشهورترین عقاید وی نقد فرهنگ، دین و فلسفهٔ امروزی بر مبنای پرسش‌های بنیادینی دربارهٔ بنیان ارزشها و اخلاق بوده است. نوشته‌های وی سبک تازه‌ای در زبان آلمانی محسوب می‌شد؛ نوشته‌هایی بسیار ژرف و پر از ایجاز، آمیخته با افکاری انقلابی که نیچه خود روش نوشتاری خویش را «گزین‌گویی‌ها» می‌نامید. یکی از مشهورترین جملات او «خدا مرده است» می‌باشد که بحث‌های فراوانی را پدیدآورده است.

## زندگی

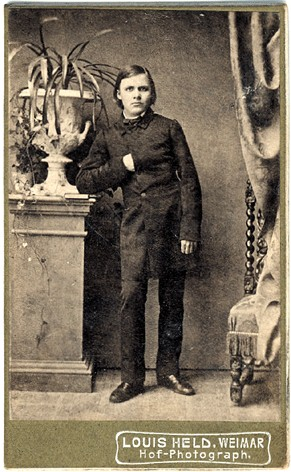
نیچه در ۱۷ سالگی، سال ۱۸۶۱

او در ۱۵ اکتبرِ ۱۸۴۴ در شهر کوچک روکن واقع در لایپزیک پروس چشم به جهان گشود. به‌دلیل مقارنت این روز با زادروز فریدریش ویلهلم چهارم، پادشاه وقت پروس، که در روز تولد نیچه چهل‌وپنج‌ساله می‌شد، پدر او که آموزگار چند تن از اعضای خاندان شاهی بود، نام کوچک پادشاه را بر فرزند خود نهاد (نیچه در آینده بخش میانی نام خود ویلهلم را حذف کرد).
پدر او کارل لودویگ نیچه (۱۸۴۹–۱۸۱۳) که کشیشی لوتری و سابقاً آموزگار بود، و مادرش فرانسیسکا نیچه (۱۸۹۷–۱۸۲۶) یک سال پیش از زاده شدنِ نیچه در سال ۱۸۴۳ ازدواج کردند. آن‌ها صاحب دو فرزند دیگر نیز شدند: الیزابت فورستر-نیچه متولد ۱۸۴۶ و پسری دیگر به نام لودویگ جوزف زادهٔ ۱۸۴۸. وقتی نیچه پنج‌ساله بود، پدرش بر اثر یک ناخوشی مزمن مغزی درگذشت. شش ماه پس از آن، واپسین فرزند خانواده، لودویگ جوزف در دو سالگی جان باخت. نیچه پس از آن همراه با خانواده در شهر ناومبورگ جای گیر شد. در آنجا با مادربزرگِ مادری و دو عمهٔ مجرد نیچه زندگی می‌کردند. پس از درگذشت مادربزرگش در سال ۱۸۵۶، به خانهٔ اصلی خود نقل مکان کردند که هم‌اکنون به موزه و مرکز مطالعات نیچه بدل شده است. نایجل راجرز و مل تامپسون در کتاب فیلسوفان بدکردار نشان می‌دهند که نیچه همواره بیمار بوده و سردرد داشته و اگر بر اثر بیماری سفلیس نمی‌مرد، می‌شد نتیجه گرفت که او در هنگام مرگ هنوز پسر بوده است. نیچه چند بار به زنانی مانند لو سالومه و کازیما واگنر ابراز عشق کرده بود اما همهٔ این موارد با تلخی پایان یافت و مخصوصاً خیانت لو سالومه و دوستش پل ری ضربهٔ بسیار محکمی به او وارد آورد که بیماری او را تشدید کرد. در اواخر عمرِ نیچه خواهرش از او پرستاری می‌کرد که او هم حداکثر استفاده را از عواید فروش آثار برادرش برد. نیچه در ده سال پایانی عمرش عملاً مجنون بود.

### تحصیلات
او در آغاز در یک مدرسهٔ پسرانه و پس از آن مدرسه‌ای خصوصی تحصیل کرده و در همان‌جا با افراد همچون گستاو کروگ، رادولف واگنر و ویلهلم پیندر که از خانواده‌های بسیار محترم بودند، دوست شد. در سال ۱۸۵۴ به دبیرستان معروف دومگیمنازیوم (Domgymnasium) در ناومبورگ وارد شد. سپس به‌خاطر خدمتی که پدرش به‌عنوان کشیش به دولت کرده بود، بورسیهٔ تحصیل در مدرسهٔ پفورتا (Pforta) که از شهرتی جهانی برخوردار بود به او پیشنهاد گردید. او به این مدرسه رفته و در میانهٔ سال‌های ۱۸۵۸ تا ۱۸۶۴ در آنجا دانش فراگرفت و با افرادی همچون پائول یاکوب دویسِن و کارل فون گرسدورف دوست شد. وی همچنین اوقاتی را به شاعری و نگارش موسیقی می‌گذراند. او تابستان‌ها در ناومبورگ رهبری یک انجمن ادبی و موسیقایی به نام «گرمانیا» (Germania) را بر عهده داشت. نیچه در مدرسهٔ پفورتا توانست بنیه‌ای قوی در چندین زبان — یونانی، لاتین، عبری و فرانسوی — به دست آورد و این‌گونه قادر به خوانش منابع دست اول مهم شود. او در این دوران برای نخستین بار دوری از خانواده را در محیط محافظه‌کارانهٔ یک شهر کوچک تجربه کرد.

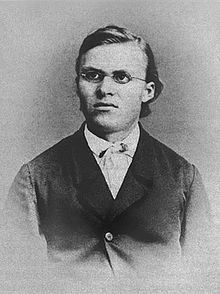
نیچه جوان

نیچه در پفورتا تمایل به پیگیری موضوعاتی داشت که معمولاً نامناسب و ناشایست توصیف می‌شدند. در همین دوره، با آثار شاعر تقریباً ناشناختهٔ آن عصر، فریدریش هولدرلین، آشنا شد و از او به‌عنوان «شاعر محبوب» خویش یاد کرد و در مقاله‌ای که دربارهٔ او نوشت، بیان داشت که این شاعرِ مجنون، آگاهی را به «متعالی‌ترین کمال» خود رسانیده است. آموزگاری که مقالهٔ نیچه را تصحیح کرد نمرهٔ خوبی به کار او داد، اما از سویی به نیچه توصیه کرد که در آینده، خود را به نویسندگانی سالم‌تر، با بیانی روشن‌تر و البته «آلمانی» تر سرگرم کند. او همچنین در این دوره با ارنست اورتلپ که شاعری غیرعادی، کافرکیش و اغلب مست و لایعقل بود آشنا گردید که جسدش چند هفته پس از دیدار با نیچهٔ جوان در یک آبراهه پیدا شد. گویا او بوده که نیچه را با موسیقی و آثارِ ریچارد واگنر آشنا کرده است. شاید تحتِ تأثیر اورتلپ بود که روزی نیچه و یکی از همشاگردی‌هایش به نام ریشتر، مست و مخمور به مدرسه بازگشتند و در آن وضعیت با آموزگار خود روبه‌رو شدند، که همین امر باعث تنزّل نیچه از تراز اوّل بودن در کلاس و مخدوش شدن وجهه‌اش به‌عنوان یک دانش‌آموز نمونه و کامل شد.
پس از دانش‌آموختگی در سپتامبر ۱۸۶۴، به امید رسیدن به مقام کشیش پروتستان، در دانشگاه بن به تحصیلِ الهیات و لغت‌شناسی کلاسیک پرداخت. او و دویسن دوره‌ای کوتاه به عضویت انجمن برادری بوشِن‌شافت (Burschenschaft) در فرانکونی درآمدند. پس از یک نیمسال تحصیل، نیچه به مطالعات الهیاتی خویش پایان داد و اعتقادات مسیحی خویش را رها کرد. در همان دورانِ نگارش مقالهٔ خود با عنوان سرنوشت و تاریخ در سال ۱۸۶۲، نیچه استنباط کرده بود که آموزه‌های بنیادین مسیحیت تحتِ تأثیر پژوهش‌های تاریخی بی‌اعتبار گشته است؛ اما از سویی چنین می‌نماید در همین دوران کتاب زندگی مسیح نوشتهٔ داوید اشتراوس نیز بر نیچهٔ جوان تأثیری ژرف بر جای گذاشته است. افزون بر این، کتاب جوهر مسیحیت نوشتهٔ لودویگ فوئرباخ که در آن نویسنده استدلال کرده است که مردم خدا را آفریده‌اند بر نیچه تأثیرگذار بود. در ژوئن ۱۸۶۵، نیچه در نامه‌ای به خواهر شدیداً مذهبیِ خود خبر از رها کردن اعتقاد مذهبی خویش داد. نیچه در بخشی از این نامه چنین می‌نویسد:
«و این‌گونه راه‌ها از یکدگر جدا افتد: اگر خواستار خوشی و آرامش روان هستی، پس اعتقاد داشته باش. لیک اگر خواستار آنی که پیرو حقیقت باشی، پس تحقیق و جستجو کن…»

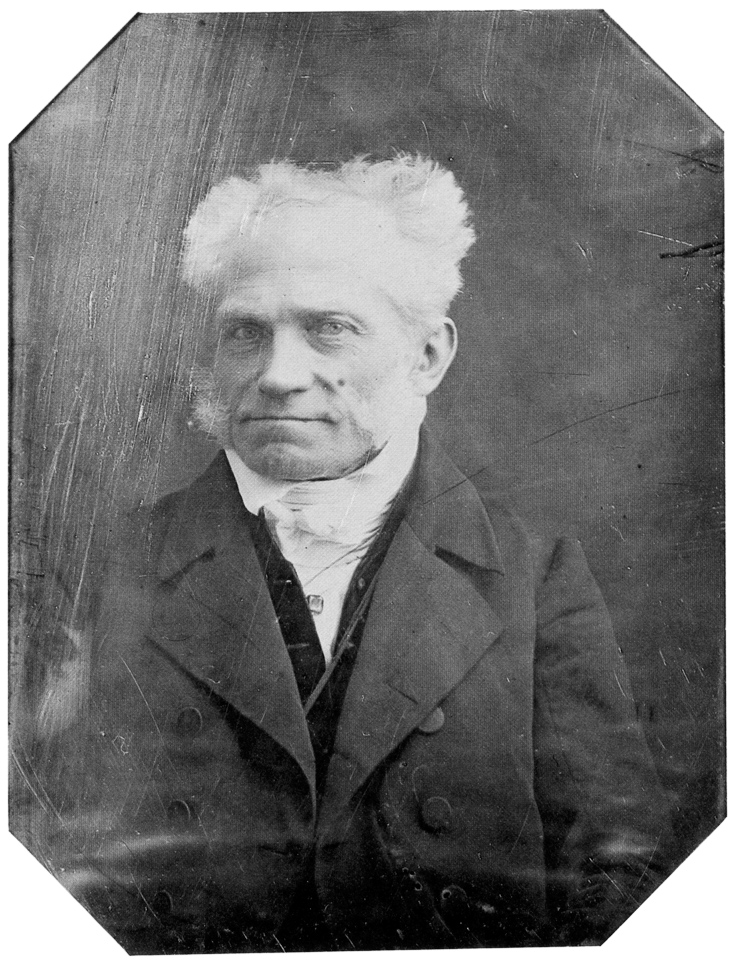
آرتور شوپنهاور که تأثیر بزرگی بر تفکر نیچه داشته است.

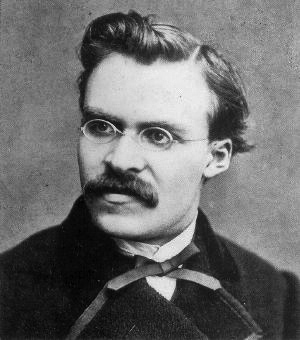
نیچه، ۱۸۶۹

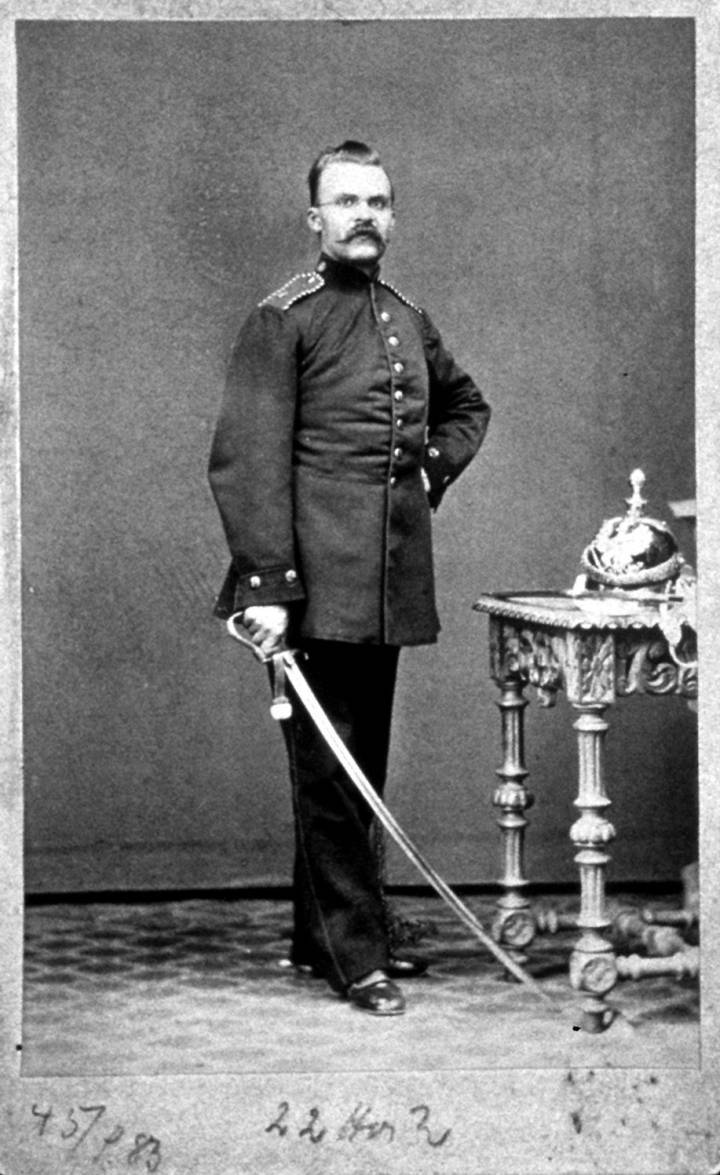
نیچه در لباس سربازی ۱۸۶۸

در ۱۷ اوت ۱۸۶۵، بن را ترک کرد و رهسپار دانشگاه لایپزیک شد تا تحت نظر فریدریش ویلهلم ریچل به مطالعهٔ لغت‌شناسی بپردازد. در آنجا بود که با هم‌کلاسیِ خود اروین روده پیوند دوستیِ نزدیکی برقرار کرد. نخستین آثار او در زمینهٔ لغت‌شناسی به‌زودی در همین دوران پدیدار شدند.
او در سال ۱۸۶۵ تمامیِ آثار آرتور شوپنهاور را مطالعه کرد. نیچه بیداری علایق فلسفی خود را مرهونِ خواندن کتاب جهان همچون اراده و تصور اثر شوپنهاور می‌دانست و بعدها تصدیق کرد که او یکی از معدود اندیشمندانی می‌باشد که برایشان احترام قائل است، و بخش «شوپنهاور همچون آموزگار» را در کتاب تأملات نابهنگام به‌افتخار او به نگارش درآورد. او در دانشگاه لایپزیک با فلسفهٔ یونان نیز آشنا شد.
او در سالِ ۱۸۶۶ کتابِ تاریخِ ماتریالیسم نوشتهٔ فریدریش آلبرت لانگه را مطالعه کرد. شروحی که لانگه در این کتاب دربارهٔ فلسفهٔ ضد-ماتریالیستی کانت، خیزشِ ماتریالیسمِ اروپایی، علاقهٔ روبه‌رشدِ اروپا به دانش، نظریهٔ فرگشت چارلز داروین، و طغیان‌های عمومی علیه سنّت و سلطه ارائه کرده بود شدیداً نیچه را مجذوبِ خود ساخت. محیطِ فرهنگیِ عصری که در آن می‌زیست، نیچه را بیش از پیش تهییج کرد که افق‌های مطالعاتیِ خود را به فراسوی حوزه‌های لغت‌شناسی بسط دهد و مطالعات فلسفی‌اش را همچنان دنبال کند، هر چند او ارائهٔ توضیحی فرگشتی در بابِ حسّ زیبایی‌شناختی بشری را ناممکن می‌دانست.
او در سال ۱۸۶۷ برای یک سال خدمتِ داوطلبانه در توپخانهٔ ارتشِ پروس در ناومبورگ نام‌نویسی کرد. در این دوران، وی در میان هم‌قطاران تازه‌واردش به عنوانِ بهترین سوارکار شناخته شد، و افسرانِ او پیش‌بینی کردند که به‌زودی به مقامِ فرماندهی دست خواهد یافت. با این همه، در مارسِ ۱۸۶۸ هنگامِ پریدن بر زینِ اسب سینه‌اش با قاشِ زین برخورد پیدا کرد و ماهیچه‌های سمتِ چپ آن از دو ناحیه دچار پارگی شد. این مسئله باعث شد که تواناییِ راه رفتن را برای ماه‌ها از دست بدهد. از همین رو، نیچه بارِ دیگر توجّهِ خود را به مطالعاتِ گذشتهٔ خویش معطوف و آن‌ها را در سال ۱۸۶۸ تکمیل کرد، و بعدها در همان سال برای نخستین بار به دیدار ریچارد واگنر رفت.

### استادی در دانشگاه بازل

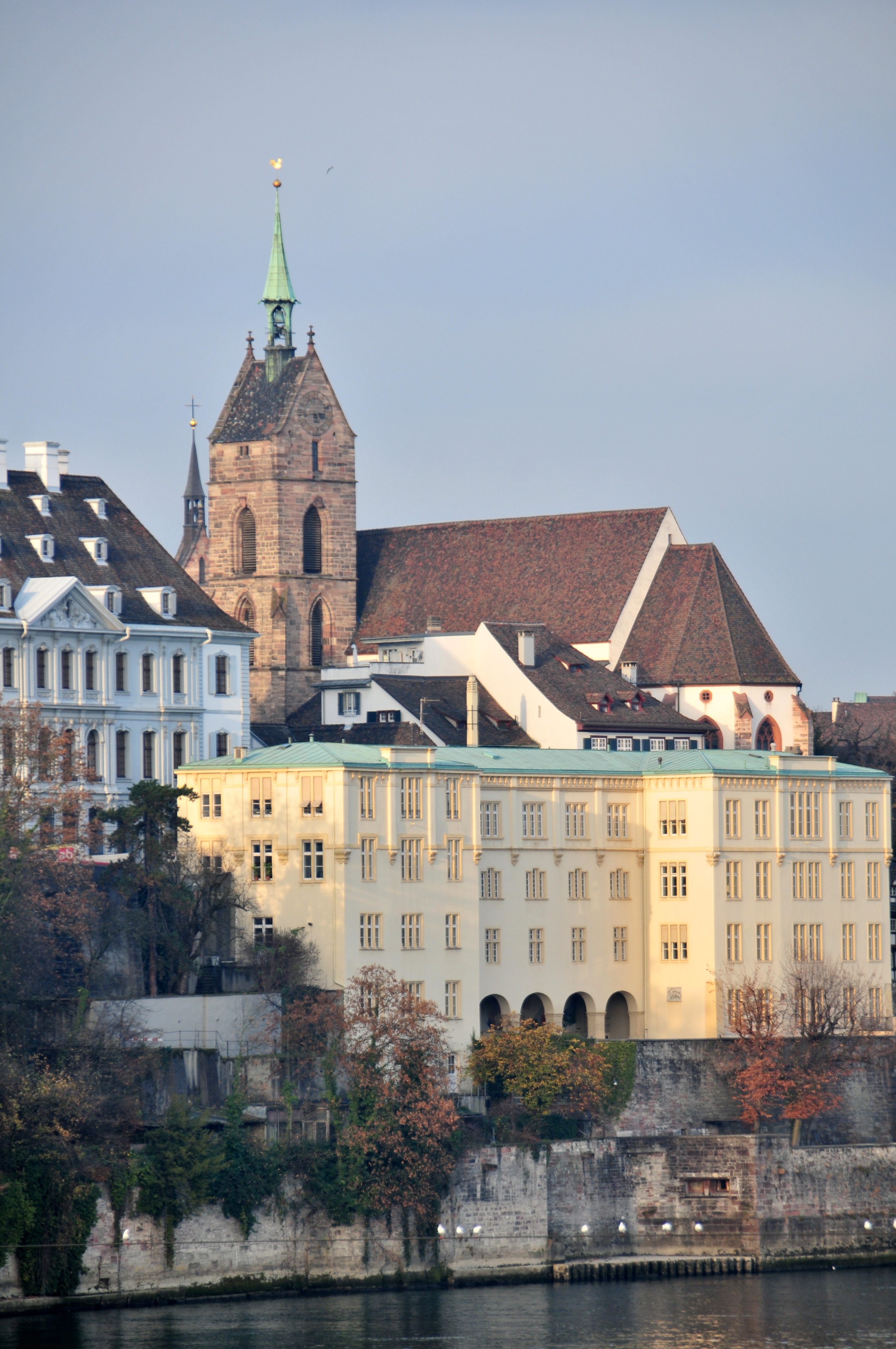
دانشگاه بازل، جایی که نیچه در آن به عنوان استاد تدریس می‌کرد.

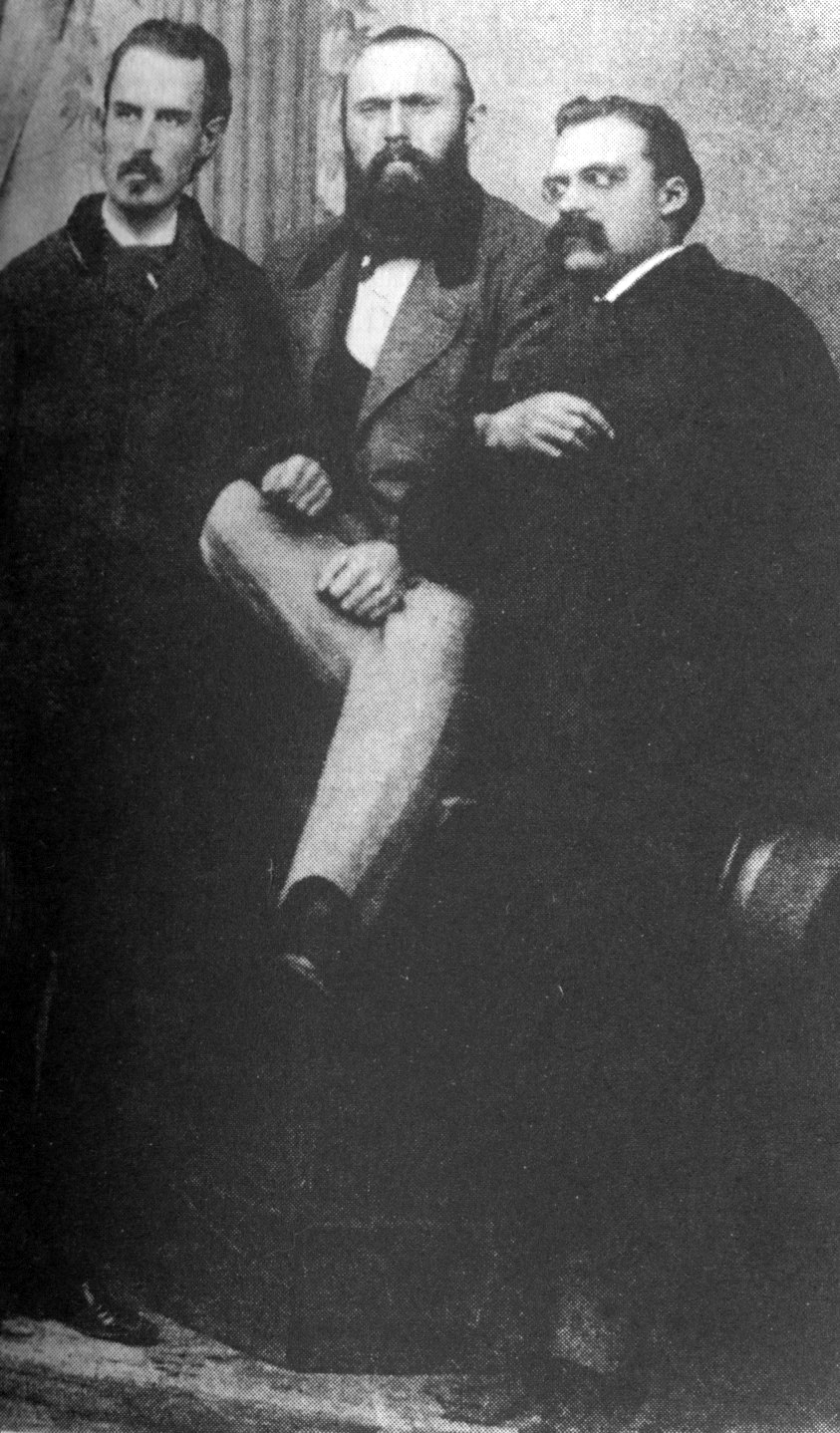
از چپ به راست: اروین رود، کارال فون گرسدورف و نیچه اکتبر ۱۸۷۱

تا حدودی به‌واسطهٔ حمایت‌های ریچل، نیچه در سال ۱۸۶۹ پیشنهادی اعتناپذیر برای مقام استادیِ لغت‌شناسی کلاسیک در دانشگاه بازل سوئیس دریافت کرد. در آن زمان نیچه تنها ۲۴ سال داشت و هنوز نه دورهٔ دکتریِ خود را به پایان رسانیده و نه گواهیِ شایستگیِ علمی دریافته کرده بود. در اینجا نیز باز با حمایت‌های ریچل از سوی دانشگاه لایپزیک به او دکتری افتخاری داده شد. این پیشنهاد در زمانی به او ارائه شد که او به تغییر رشته از لغت‌شناسی به علومِ تجربی فکر می‌کرد، لیک به‌هر روی، او این پیشنهاد را پذیرفت. تا به امروز، هنوز هم نام نیچه در فهرستِ جوان‌ترین استادان ثابتِ علومِ کلاسیک به چشم می‌خورد.
نیچه در این دوران آشنایی نزدیکی با «یاکوب بورکهارت» نویسندهٔ کتاب تمدن فرهنگی رنسانس در ایتالیا داشت. او هوادار فلسفهٔ آرتور شوپنهاور فیلسوف نامدار آلمانی بود و با واگنر، آهنگ‌ساز آلمانی، دوستی نزدیکی داشت. وی بعدها گوشهٔ انزوا گرفت و از همهٔ دوستانش رویگردان شد.
او در طول دوران تدریس در دانشگاه بازل با واگنر آشنایی داشت. قسمت دوم کتاب تولد تراژدی تا حدی با جهان موسیقی «واگنر» نیز سروکار دارد. نیچه این آهنگ‌ساز را با لقب «مینوتار پیر» می‌خواند. برتراند راسل در تاریخ فلسفه غرب دربارهٔ نیچه می‌گوید: «ابرمرد نیچه شباهت بسیاری به زیگفرید (پهلوان افسانه‌ای آلمان) دارد، فقط با این تفاوت که او زبان یونانی هم می‌داند.»
با رسیدن به اواخر دههٔ ۱۸۷۰ نیچه به روشنگری فرانسه مشتاق شد و این در حالی بود که بسیاری از اندیشه‌ها و آرای او در آلمان جای خود را در میان فیلسوفان و نویسندگان پیدا کرده بود.

### ترک شهروندی آلمان

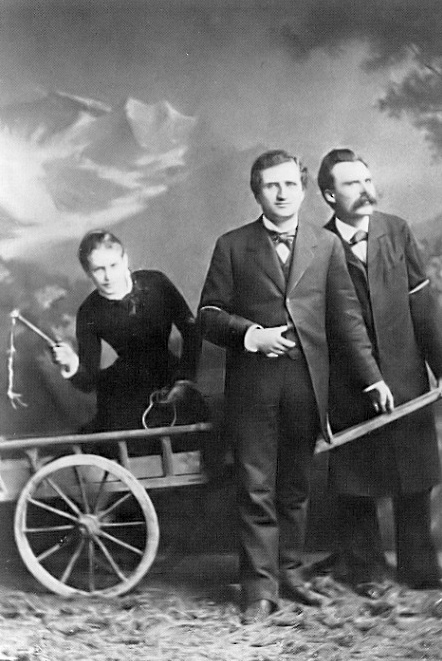
نیچه و لو آندره آس سالومه و پل ری در ۱۸۸۲

در سال ۱۸۶۹ نیچه شهروندی «پروسی» خود را ملغی کرد و تا پایان عمرش بی سرزمین ماند. او در حالی که در آلمان، سوئیس و ایتالیا سرگردان بود و در پانسیون زندگی می‌کرد بخش عمده‌ای از آثار نامور خود را آفرید.

### تغییر نام
نیچه ادعا کرد که دارای تباری از یک خانواده سرشناس لهستانی است و بر این مسئله اصرار زیادی نیز ورزید. از او نقل شده است که نوشته: «آلمان دارای ملتی بزرگ است چرا که مردمانش خون لهستانی در رگهایشان جاری است… من به لهستانی‌تبار بودن خود می‌بالم.» نیچه نوشت: «به من گفته شده که نیاکانم از سرشناسان لهستانی بوده‌اند که حدود یکصد سال پیش به واسطهٔ باورهای مذهبی‌شان (پروتستان در لهستان اکثریت کاتولیک) مجبور به ترک خانه و سرزمینشان شدند؛ نامشان بعد از مهاجرت، آلمانی‌مآب می‌گردد و از نیتسکی (Niëtzky) به نیچه (Nietzsche) تغییر داده می‌شود.
لو آندرئاس سالومه دختر یک افسر ارتش روسیه بود که به دردناک‌ترین عشق نیچه بدل شد. او می‌گوید: «من در برابر چنین روحی قالب تهی خواهم کرد» و «از کدامین ستاره بر زمین افتادیم تا در اینجا یکدیگر را ملاقات کنیم.» این‌ها نخستین جملاتی بود که نیچه در نخستین دیدارش با سالومه بر زبان آورد.

### دیوانگی و مرگ

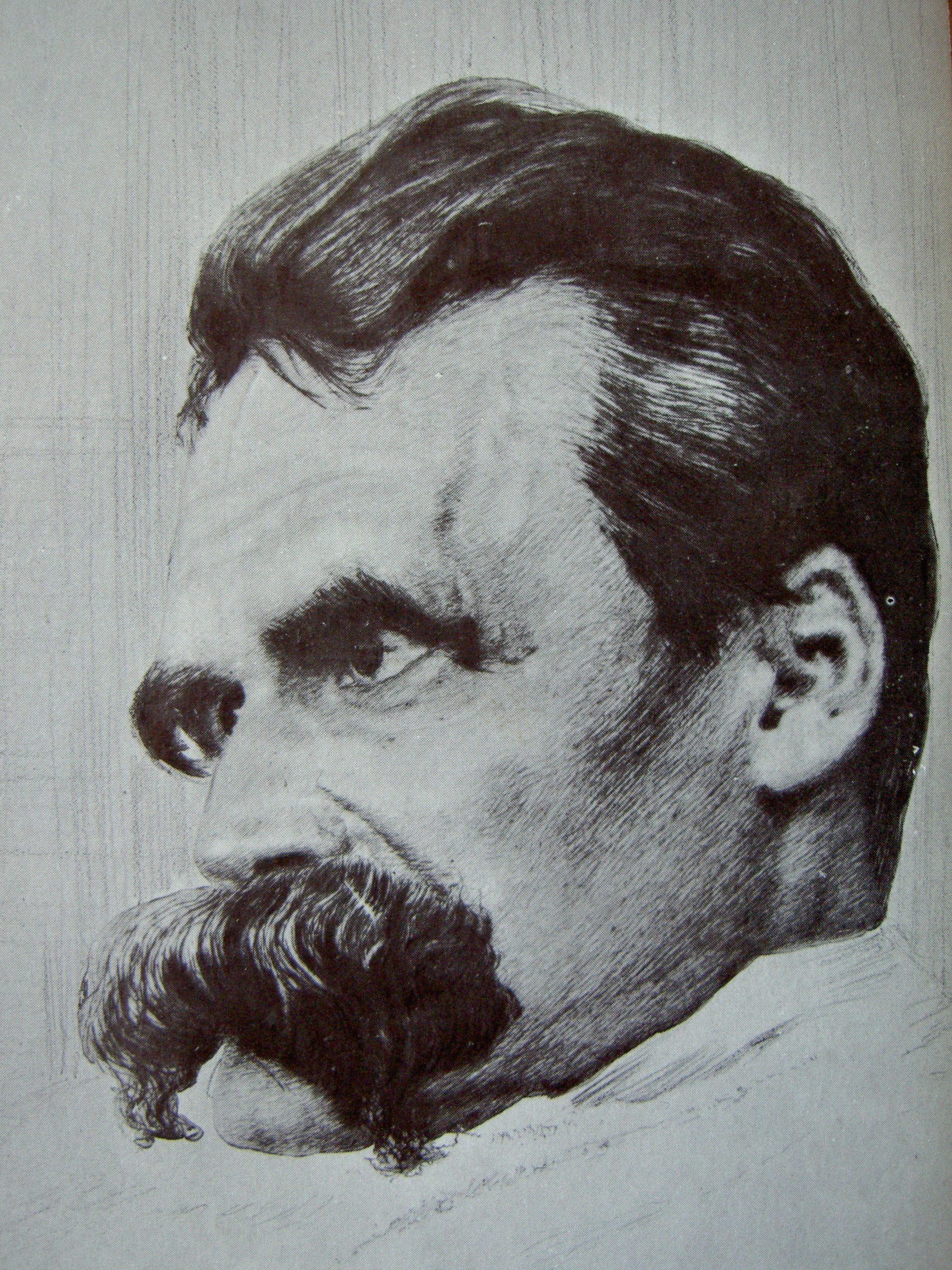
پرتره کشیده شده توسط هانس اولده در ۱۹۰۰

در باب آغاز جنون نیچه روایتی معروف وجود دارد که می‌گوید روز سوم ژانویه ۱۸۸۹ نیچه در «میدان کارلو آلبرتوی تورین» داشت قدم می‌زد که با صحنهٔ تازیانه خوردن یک اسب به دست یک کالسکه‌چی روبه‌رو شد. نیچه با دیدنِ این صحنه منقلب می‌شود و به سوی آن حیوان می‌شتابد: نیچهٔ گریان، گردن اسب را در آغوش می‌گیرد و با مهربانی نوازش می‌کند و پس از چند لحظه در برابر چشمان حیرت‌زدهٔ کالسکه‌چی و بینندگان، ناگهان نقش بر زمین می‌شود. جنون و کسوف معنویِ نیچه با این رخداد در میدان کارلو آلبرتو آغاز می‌گردد.
نیچه زندگی خصوصی پرتلاطمی داشته و چندان با زنان هم میانه‌ای نداشت. نیچه همواره بیمار بوده و سردرد داشته و این سردردها را نتیجهٔ زایش اندیشه‌های نو می‌دانسته است. در اواخر عمرِ نیچه خواهرش از او پرستاری می‌کرد. نیچه در ده سال واپسین عمرش عملاً مجنون بود. برخی روان‌پزشکانِ هم‌عصر نیچه به‌ویژه پزشکان درمانگر او علت دیوانگیِ نیچه را فلج تدریجیِ مغزی ناشی از عفونت سیفلیس دانستند. بنا بر این نظریه، طی سال‌های ۱۸۶۴ تا ۱۸۸۸ نیچه ابتدا در یکی از روسپی‌خانه‌های اروپا به سیفلیس مبتلا شده و سپس دچار فلج مغزی شده است. مدتی این تشخیص معیار عام و خاص بود و تا اواسط سدهٔ بیستم بسیاری به آن استناد می‌کردند؛ موردی که بعداً هم از لحاظ روان‌شناختی و هم پزشکی به چالش کشیده شد. الیزابت فورستر-نیچه خواهر او باور داشت که عامل جنون او استعمال کلورال (نوعی مسکّن که نیچه برای دردهای خود استفاده می‌کرد) است. او همچنین مدعی بود که کار فکری شدید نیز در آشفتگی‌های ذهنی برادرش نقش بسیاری داشته است.
برخی پژوهشگران از جمله پییر کلوسفسکی به دیوانگیِ ساختگی نیچه باور دارند. بنا بر این نظریه، نیچه توطئه کرده و طبقِ برنامه‌ای ازپیش‌تنظیم‌شده طوری نقش بازی کرده است که با وانمود کردنِ خود هم جامعه و هم زمانهٔ خود را دست بیندازد. این نظریه با استناد به برخی پاره‌نوشت‌های نیچه بیش از پیش تقویت می‌شود؛ مثلاً او در کتابِ سپیده‌دمان چنین می‌نویسد:
«تقریباً در همه‌جا جنون و دیوانگی راهِ اندیشهٔ جدید را باز می‌کند… قدیمی‌ها گمان می‌کردند آنجا که جنون پدیدار می‌شود ذره‌ای نبوغ و خردمندی نیز همراهِ آن است… وقتی انسانِ برتر می‌خواهد یوغِ اخلاقِ حاکم را متلاشی و قانون جدیدی را وضع کند ناچار است دیوانه شود؛ یا اگر واقعاً دیوانه نباشد [با رجوع به متن کتاب مشخص می‌شود که نیچه زیر عبارت «اگر واقعاً دیوانه نباشد» خط کشیده است!] خود را به دیوانگی بزند… مشاهده می‌شود که حتی نوآوران علمِ عروض مجبور شده‌اند نگرشِ شاعریِ تازهٔ خود را زیر نقابِ جنون پنهان و مطرح کنند… چگونه می‌توان دیوانه شد وقتی دیوانه نباشی و شجاعتِ وانمود کردن به آن را نداشته باشی؟... ای نیروهای الهی به من دیوانگی عطا کنید، آری دیوانگی عطا کنید تا بتوانم سرانجام خودم را باور کنم! آری به من هذیان، تشنج، روشنایی و تاریکی بدهید…»
نیچه در ادامه می‌نویسد که در یونان باستان سه شیوهٔ دیوانگی وجود داشته است: جنون ساختاری (وجودی)، جنون عمد (ارادی) و جنون ساختگی (تظاهر). در گفتارِ دیگری از همین اثر، نقش مؤثر جنون در تغییر و تحوّل جامعهٔ سنتی مطرح شده است:
«تمامیِ رهبرانِ معنوی ملت‌ها به عوامل دیوانگی و شهادت متوسل می‌شدند و با تغییر آداب و رسوم جامعه روند راکد آن را متحوّل می‌کردند.»
نیچه در کتاب حکمت شادان می‌گوید که مردمِ عوام، اشخاص برجسته و تاریخ‌ساز را دیوانه می‌پندارند:
«به چشم عوام، احساسات والا و سخاوتمندانه فاقدِ سود عملی و در نتیجه به دور از واقعیت است… آدم‌های حقیر، آدم نجیب و بزرگ‌منش را دیوانه می‌پندارند، چون او سرشتِ نامعقول‌تری دارد. کشش انسان‌های برتر به طرف چیزهای استثنائی است، چیزهایی که هیچ جذابیتی برای سایر مردم ندارد.»
او همچنین در نامه‌ای به پیتر گاست صمیمی‌ترین دوست خود می‌نویسد:
«هر روز بیشتر به این واقعیت پی می‌برم که زندگی را نمی‌توان تحمل کرد مگر دیوانگی چاشنی آن باشد.»

به باور میشل فوکو، یکی از مهم‌ترین شخصیت‌های مرزی در تاریخ جنون که برحسب شرایط مربوط به روزگار خود وارد مرحله جنون گردیده، بی‌شک نیچه است. یکی از مهم‌ترین مقولات انسان‌شناسی ساحتی از وجود انسانی است که در برزخی از عقل و عشق، سکر و صحو یا خرد و جنون به‌سر می‌برد. انسان‌هایی از آنان به «انسان‌های مرزی» تعبیر می‌شود، محصول عدم تعیّن به جغرافیای معنوی خاص می‌باشند و در تعابیر عرفانی، به عقلاءالمجانین شهرت یافته‌اند. این بُعد وجودی انسان را از آن لحاظ می‌توان به انسان‌های مرزی تعبیر کرد، که در وجود آنان، جدال میان «جهان‌های موازی» مشاهده می‌شود؛ لذا زمانی که از تجربه‌های عالم معنا در عالم ناسوت سخن می‌گویند یا بنا بر منطق آن جهان متعالی و شهودی در این جهان ناسوت عمل می‌کنند، از سوی مردم متهم به جنون می‌گردند.
خاطره‌ای از روزهای اول جنون نیچه وجود دارد که نظریهٔ «دیوانگی عرفانی» را مطرح می‌کند. زمانی که نیچه دیوانه می‌شود اوِربک از دوستان صمیمی‌اش او را با قطار به شهر بازل برمی‌گرداند (دهم ژانویهٔ ۱۸۸۹). در ایستگاه قطار پروفسور ویل به پیشواز آن‌ها می‌آید تا شخصاً نیچه را در کلینیک فریدمات بستری کند. نیچه فوراً ویل را می‌شناسد و می‌گوید: «آقای ویل؟ آری، شما روان‌پزشک هستید. چند سال پیش با هم دربارهٔ دیوانگی عرفانی بحث کردیم و موضوع بحث ما دیوانه‌ای به نام آدولف ویشر بود که اینجا زندگی می‌کرد.» ویل بدون اینکه سخنی بر لب بیاورد حرف‌های او را با سر تأیید می‌کند. بدین ترتیب مشخص می‌شود که نیچه با مفهوم «دیوانگیِ عرفانی» آشنایی داشته و با پروفسور ویل در این‌باره گفت‌وگو کرده بود.
پژوهش‌های پزشکی نیز چالش‌هایی را در باب نظریهٔ نقشِ سیفلیس در جنون نیچه مطرح می‌کنند. در پژوهشی که توسط پزشکی آمریکایی به نام لئونارد ساکس به انجام رسیده است، بیان شده است که عامل جنون او آن طور که پیشتر تصور می‌شد بیماری سیفلیس نبوده، بلکه سرطان مغزی از نوع دیر-پیش‌رونده آن بوده است. به‌گفتهٔ ساکس نشانه‌هایی که نیچه از خود بروز می‌داده است هیچ‌کدام با علائمی که امروزه برای تشخیص بیماری سیفلیس کاربرد دارد مثل بی‌حالتی چهره و نامفهومی گفتار، مطابقت ندارد. ساکس اضافه می‌کند که در اواخر قرن نوزدهم بیش از ۹۰ درصد مبتلایان به سیفلیس پیشرفته سریعاً ناتوان می‌شدند و ظرف پنج سال پس از تشخیص بیماری می‌مُردند؛ این در حالی است که نیچه یازده سال همچنان زندگی کرد. به‌گفتهٔ ساکس پزشکان نیچه احتمال می‌دادند که او به سیفلیس مبتلا نشده باشد، اما از ارائهٔ تشخیصی جایگزین برای بیماری او ناتوان بودند. به‌گفتهٔ ساکس این باور که نیچه از روسپیان سیفلیس گرفته، برای نخستین بار در سال ۱۹۴۷ اظهار شد. لانگ-آیک‌بام در کتابی که در محکومیت نقش نیچه در فلسفهٔ نازیسم نوشته بود، مدعی می‌شود که زمانی عصب‌شناسی برلینی به او گفته است که «نیچه در روسپی‌خانه‌ای واقع در لایپزیک وقتی که دانش‌آموز بود خود را گرفتار سیفلیس کرده و به‌خاطر این بیماری توسط دو پزشک لایپزیکی تحت درمان قرار گرفته است.» «به‌طور عجیبی این خبر واحد که نیچه سیفلیس داشته است و در کتاب اساساً مشکوک و غیرمعتبر لانگ-آیک‌بام مطرح شده بود، به‌کرّات مورد استناد قرار گرفته است.» نیچه در ۲۵ اوت سال ۱۹۰۰ در وایمار درگذشت.

## فلسفه

### آپولونی و دیونیسی
آپولونی و دیونیسی یک مفهوم دو-وجهی فلسفی است که بر اساس شماری از چهره‌های اسطوره‌ای یونان باستان یعنی آپولون و دیونیسوس شکل گرفته است. هر چند این دیدگاه به‌طورِ معمول به کتابِ نامدار نیچه زایش تراژدی نسبت داده می‌شود، اما هولدرلین نیز پیشتر در بابِ آن‌ها در اشعار خویش سخن گفته بوده، همچنین وینکلمان که از باکوس که نام رُمی دیونیسوس است، پیش از نیچه چیزهایی بیان کرده بوده است. یک سال پیش از انتشار زایش تراژدی، نیچه نوشتاری را تحت عنوان در بابِ موسیقی و واژه‌ها به نگارش درمی‌آورد. او در این نوشتار به ارائهٔ داوری‌ای شوپنهاوری در باب موسیقی می‌پردازد که موسیقی بیانی است بنیادی از جوهرهٔ هر چیز. در وهلهٔ دوم نیز شعر غنایی و درام قرار می‌گیرد که از موسیقی مشتق شده است و تجلی‌هایی پدیدار از اشیا ارائه می‌دهد؛ و به این‌گونه با نظر گرفتنِ این فرایند، تراژدی از دلِ موسیقی زاییده می‌شود.
نیچه در بخش‌های آغازین زایش تراژدی داستانی اسطوره‌ای را از یونان باستان ذکر می‌کند که در آن حکایت تلاش‌های شاه میداس در جنگل برای شکار سیلنوس، همزاد دیونیسوس، روایت می‌شود. پس از سال‌ها تلاش، شاه میداس سرانجام سیلنوس را در جنگل به چنگ می‌آورد و از او می‌پرسد که خواستنی‌ترین و بهترین چیز در زندگی برای آدمی چیست. سیلنوس در ابتدا سکوتی گزنده اختیار می‌کند؛ و در نهایت با فشارهایی که از سوی شاه میداس بر او وارد می‌شود، با خنده‌ای گستاخانه این‌گونه لب به سخن می‌گشاید که «آه، ای نژادِ مصیبت‌زدهٔ فانی… چرا مرا وادار به بیان چیزی می‌کنید که به صلاح شماست هرگز آن را نشنوید؟ خواستنی‌ترین و بهترین چیز مطلقاً از دسترسِ شما خارج است: زاده نشدن، نبودن، هیچ بودن. اما در درجهٔ دوم بهترین و خواستنی‌ترین چیز همانا… هر چه زودتر مُردن است.» نیچه بر آن است که یونانیان به‌خوبی وحشت هستی و وجود را درک می‌کردند؛ ازهمین‌رو برای پوشاندن این حقیقت تلخ (حقیقت دیونیسوسی هستی)، هنرهای زیبا و خدایان المپی خویش را همچون یک لفّافه و استتارِ رویاگونه (وجه آپولونی فرهنگ یونانی) آفریدند.
نیچه در تراژدی کلاسیک آتن شکلی هنری را می‌یابد که در آن بدبینی و تولدستیزی موجود در «خردِ سیلنوس» استعلا می‌یابد. تماشاگران یونانی با کاوش در ورطهٔ تاریک رنج‌های بشری که به دست شخصیت‌های تراژدی بر صحنه بازنمایی می‌شد، شادمانه و با شوروحالی وصف‌ناپذیر به زندگی آری می‌گفتند و آن را شایسته و سزاوار زیستن می‌یافتند. زمینهٔ اصلی که در کتاب زایش تراژدی به آن پرداخته می‌شود این است که هنرهای دراماتیک و مخصوصاً تراژدی‌ها حاصل تلفیق انگیختارهای هنریِ دیونیسی و آپولونی هستند. او در ادامه استنباط می‌کند که چنین تلفیق ظریفی در هنرهای دراماتیک از دورهٔ تراژدی‌نویسان یونان باستان تاکنون شکل نگرفته است. در اینجا آپولون بازنمایندهٔ هماهنگی، تکامل، شفافیت و منطق است؛ در حالی که دیونیسوس در سویی دیگر بازنمایندهٔ بی‌نظمی، مستی، عواطف، خلسه‌ها و جذبه‌های بشری است. نیچه برای بیان تفکر خویش از این دو نیروی متقابل استفاده می‌کند چون جهان ذهن و نظم از یک سو، و جهان شور و حرارت و بی‌نظمی و هرج‌ومرج از سوی دیگر، پایه‌های بنیادین فرهنگ یونانی را شکل می‌دادند. طرفِ اپولونی جهانی رؤیاگونه و مملو از توهّمات است؛ و طرفِ دیونیسی حالتی است سرمستانه، که آزادی غرایز و کنار زدن مرزها و محدودیت‌ها را بازنمایی می‌کند. در این فازِ دیونیسی انسان همچون یک ساتیر ظاهر می‌گردد. او بازنمایندهٔ وحشت ناشی از اضمحلال اصلِ تشخّص و در عین حال تصویرگر کسی است که از این اضمحلال لذت می‌برد. نتیجه‌ای که از این دو بنیان فلسفی حاصل می‌شود، بازنمایی شرایط شناختی و ادراکی است که از طریق عوالمِ هنر خود را به‌عنوان قدرت طبیعت در انسان متجلّی می‌سازد.
نتیجهٔ حاصل از تقابلات آپولونی و دیونیسی در دلِ کشمکش‌ها و تعاملات تراژدی آشکار می‌شود: قهرمان تراژیکِ درام یا همان شخصیت اول داستان، در تلاش است تا سرنوشت پرآشوب و نامتعادل (وجه دیونیسیِ هستی او) خویش را تعادل و انتظام (وجه آپولونیِ هستی او) ببخشد؛ هر چند در نهایت ناکام از دنیا می‌رود. مانند آنچه در شخصیت هملت به‌عنوان نمونه‌ای از یک روشنفکر می‌بینیم که ارادهٔ تصمیم‌گیری ندارد، ازهمین‌رو برنهادی زنده از یک انسان عملگرا می‌تواند به‌شمار رود، نیچه چنین استنباط می‌کند که یک شخصیت دیونیسی در نهایت به این درک می‌رسد که کردار او توانِ آفرینش تغییر در تعادل جاودانهٔ موجود در هستی را ندارند، و همین حقیقت او را آنچنان دلزده و رنجور می‌سازد که توانِ انجام هرگونه عملی در کلّیتِ آن از او سلب می‌شود. هملت در این دسته قرار می‌گیرد؛ او به‌واسطهٔ شخصیت «روح» در داستان به حقایق فراطبیعی نظر کرده، او به معرفت صحیح دست یافته است و می‌داند که در هیچ‌یک از اعمالِ او توانِ تغییرِ آن موجود نیست. این گونه تراژدی برای مخاطبان درام زمینهٔ درک جوهره‌ای پنهان را که نیچه آن را یگانگیِ نخستینی می‌نامد و خود باعث احیای طبیعت دیونیسی می‌گردد، فراهم می‌آورد. نیچه این یگانگیِ نخستینی را همچون فزونی نیروها، و تجربهٔ سرشاری و غنای حاصل از سودا تعریف می‌کند. حالات سودایی در اینجا همچون یک سرمستی و به عنوان عاملی تعیین‌کننده در شکل‌گیری شرایط فیزیولوژیکی که فرد را قادر به آفرینش هنری می‌کند، پدیدار می‌شود. برانگیختگی‌ای که در چنین حالاتی به فرد دست می‌دهد، میل و ارادهٔ هنری را در او فزونی می‌بخشد:

در این حالت شخص هر چیزی را خارج از سرشاریِ درونیِ خویش، غنا می‌بخشد: هر آنچه را که می‌نگرد، هر آنچه را که بیرون از خویش اراده می‌کند، در نظرش گسترش‌یافته، قدرتمند، استوار و سرشار از نیرو جلوه‌گر می‌شود. فرد در این وضعیت چیزها را دچار استحاله و تغییر می‌کند، تا آنجا که به آیینهٔ قدرت او در بیرون بدل می‌شوند – آنچنان که گویی آن‌ها بازتاب‌هایی از تمامیت او هستند. انتظار می‌رود که این فرایند به تمامیتی که همان «هنر» است، منتج شود.
نیچه مصمم است که در آثارِ آیسخولوس و سوفوکل می‌توان اوج آفرینش هنری و ظهور حقیقی تراژدی را مشاهده کرد. به زعمِ او، از دوران اوریپید است که شاهدِ شروعِ تنزّل تراژدی هستیم. نیچه به استفادهٔ اوریپید از عقلگرایی و اخلاق‌گرایی سقراطی در تراژدی‌هایش انتقاد وارد می‌کند و بیان می‌دارد که اضافه کردنِ اخلاق و عقل تراژدی را از بنیان‌های اصلیِ خود دور می‌کند و آن تعادل استواری را که میان عناصر دیونیسی و آپولونی در آن شکل گرفته است، برهم می‌زند؛ سقراط تا آن اندازه بر منطق تأکید می‌کرد که ارزش اسطوره و رنج بُردن را به حوزه‌های معارف بشری بسط و تقلیل داد. افلاطون نیز این خطِ مشی را در دیالوگ‌های خویش ادامه داد که خود باعث شد دنیای مدرن میراث‌دار منطقی شود که به قیمت چشم‌پوشی از انگیختارهایی که تنها در دلِ انشقاق موجود میان عناصر دیونیسی و آپولونی یافت می‌شود، به دست آمده است. تمام این موارد، نیچه را به این نتیجه‌گیری می‌رساند که فرهنگ اروپایی از زمانِ سقراط تنها جلوه‌ای آپولونی داشته و از همین رو در سطحی نازل و ناسالم به حیات خود ادامه داده است. نیچه همچنین بر این نکته تأکید دارد که وجهِ دیونیسی بدون چاشنیِ آپولونی فاقد ساختاری شایسته برای به وجود آوردن هنری منسجم خواهد بود، و وجهِ آپولونی نیز بدون چاشنیِ دیونیسی از شور و وجدی ضروری در بطنِ خویش بی‌نصیب خواهد ماند. تنها با محقق شدنِ تعادلی زیبا و ظریف، یعنی تعامل متقابل این نیروها است که شاهدِ ظهورِ هنری اصیل که همانا بازنمایندهٔ تراژدیِ واقعی یونانی است خواهیم بود.

### بازگشت جاودان

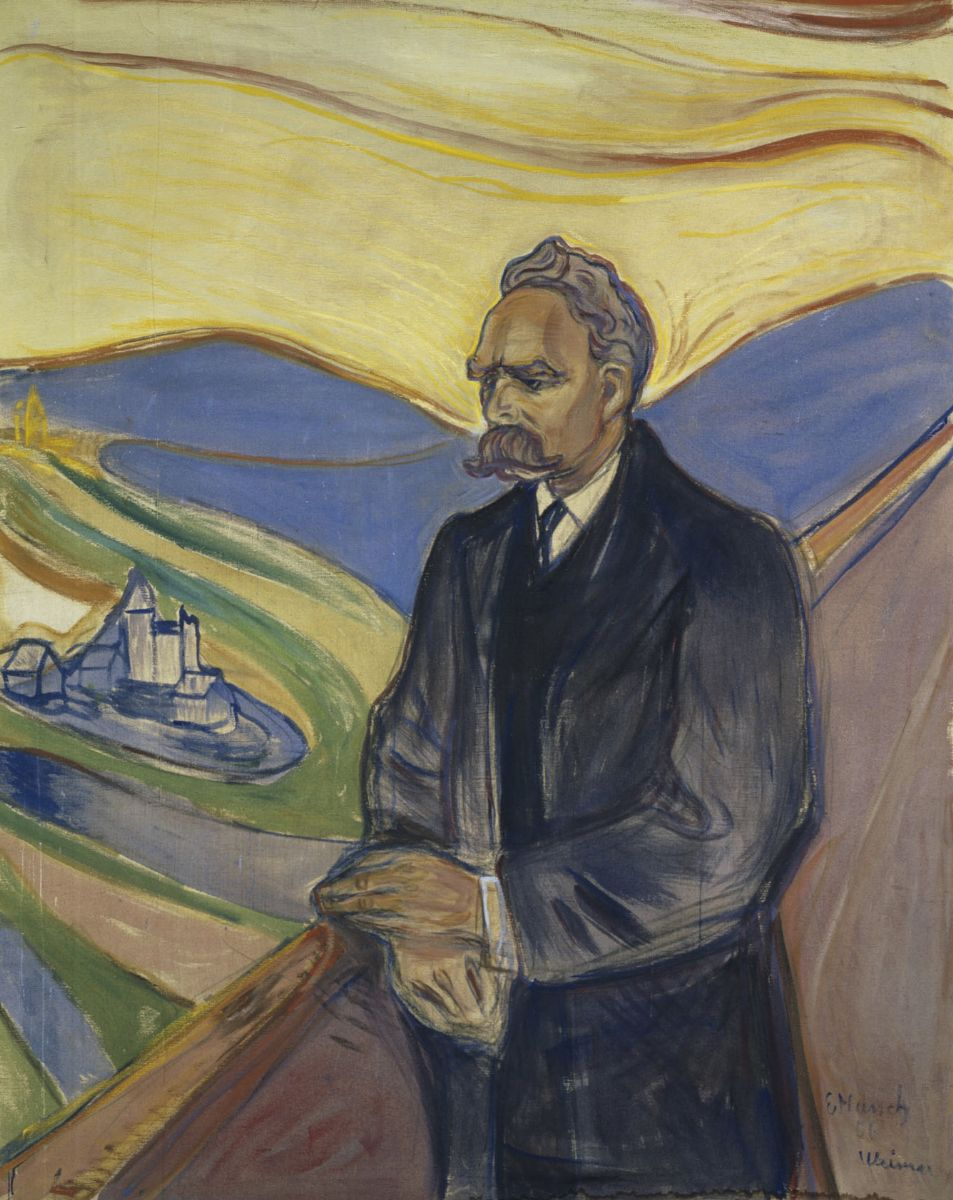
پرتره‌ای از نیچه اثرِ ادوارد مونک، ۱۹۰۶

بازگشتِ جاودان (که با عنوان عُود جاودان نیز شناخته می‌شود) مفهومی فرضی می‌باشد که بیانگر این مسئله است که وجود باز-گشته و همچنان به باز-گشت‌های پی‌درپی خود در چرخه‌ای همانند و همسان در قالب فضا-زمان بی‌کرانه برای نوبت‌های بی‌شمار ادامه خواهد داد. بازگشت جاودان مفهومی کاملاً فیزیکی و مادی است و شامل هیچ‌گونه تلقیِ تناسخی و فراطبیعی که با مداخلهٔ روح به وقوع می‌پیوندد نمی‌شود، بلکه بازگشتی است در قالب پیکرهای مادی همانند و همسان. نیچه برای نخستین بار به این اندیشه در قالب قصّه‌ای تمثیلی در بخش ۳۴۱ کتاب حکمت شادان اشاره می‌کند؛ او افزون بر دیگر اشاراتی که به این مفهوم در آثار گوناگون خود داشته، در فصل «طلعت و معما» از کتاب چنین گفت زرتشت نیز به این اندیشه بازمی‌گردد. نیچه از این مفهوم با عنوان اندیشه‌ای بالقوه «هراسناک و فلج‌کننده» یاد می‌کند و می‌گوید که بارِ آن بر دوش فرد «سنگین‌ترین وزنه» ای است که می‌توان در تصور آورد ("das schwerste Gewicht"). میل به بازگشت جاودانهٔ تمامِ رخدادها به تصدیق مطلقِ زندگانی می‌انجامد که خود واکنشی است به ستایش‌های شوپنهاور نسبت به انکارِ اراده و میلِ حیات. در اندیشه نیچه، به منظور درک کامل و همه‌جانبهٔ بازگشت جاودان، و نه اتّخاذ موضعی منفعلانه بلکه ادراکِ آن با تمام وجود، نیاز هست که فرد اندیشهٔ باستانی Amor Fati به معنای «عشقِ سرنوشت» را در خود پرورش دهد. هایدگر در نوشته‌های خویش دربارهٔ نیچه بیان می‌کند که نیچه برای نخستین بار در آثار خویش از این مفهوم بیشتر به عنوان پرسشی فرضی یاد می‌کند تا مُسلّم پنداشتن آن به عنوان یک حقیقت. به نظر هایدگر، آنچه که در تفکرِ مدرن از اهمیتی شایان برخوردار است همین بار سنگینی است که به واسطهٔ پرسش عود جاودان تحمیل می‌شود – صرف نظر از آنکه آیا چنین تلقی‌ای درست است یا نه: «شیوه‌ای که نیچه در اینجا برای نخستین ارائهٔ خود از اندیشهٔ «بزرگ‌ترین بار» [بازگشت جاودان] ارائه می‌کند، برای ما روشن می‌سازد که این «اندیشهٔ تمامِ اندیشه‌ها» در عین حال «مشقّت‌بارترین اندیشه» نیز هست.»
نیچه نه تنها قائل به این است که جهان در قالب فضا-زمانی بی‌کرانه در حال عود و بازگشت است، بلکه گمان می‌کند که اشکال گوناگونی از حوادثی که در گذشته رخ داده است، ممکن است در موقعیت‌هایی گوناگون بار دیگر به وقوع بپیوندد؛ از همین رو «تمامیِ ترتیباتی که پیش‌تر بر روی زمین وجود داشته است، می‌بایست هنوز هم روی دهد…»؛ و با ظهور هر صورتی از یک واقعه، انتظار می‌رود که مقادیر معینی از آگاهی و شناخت که باعث بهبود فرد می‌گردد به دست آید؛ و «به این‌گونه روزی فرا خواهد رسید که مردی درست شبیه من و زنی درست شبیه مریم زاده خواهد شد – تنها با این تفاوت که امید می‌رود مغز این مرد تازه، حماقت کمتری را در خود جای داده باشد…»
الکساندر نِهاماس در کتاب خویش با عنوان نیچه: زندگی همچون ادبیات سه شیوهٔ نگرش به اندیشهٔ بازگشت جاودان را ارائه می‌دهد: «(الف) زندگانی من به صورتی کاملاً همانند و همسان دچار بازگشت خواهد شد.» این تلقی خوانشی تماماً جبری از این اندیشه ارائه می‌دهد. «(ب) زندگانی من ممکن است به صورتی کاملاً همسان و همانند دچار بازگشت گردد.» این تلقی به‌طور نسبی بیانگر گونه‌ای کیهان‌شناسی است، اما از آنچه نیچه در بخش ۳۴۱ حکمت شادان به آن پرداخته است، بازمی‌ماند؛ و در نهایت «(ج) اگر قرار باشد که زندگانی من دچار بازگشت شود، این فرایند تنها می‌تواند به صورتی همسان و همانند روی دهد.» نهاماس نشان می‌دهد این تفسیر سوم ماهیتی کاملاً مستقل از فیزیک دارد و حقایقِ کیهان‌شناسی را مد نظر خویش قرار نمی‌دهد. نهاماس در پایان چنین نتیجه‌گیری می‌کند که اگر قرار بر این باشد که فرد خود را بر بنیاد کردار خویش پی بریزد، تنها با زندگی کردنِ صورتی بازگردنده از گذشته خویش است که می‌تواند خویشتن را در شرایط کنونی خود باز بیابد. (Nehamas 153). این اندیشهٔ نیچه در تقابل با اندیشهٔ تاریخی رستگاری و رهایی قرار می‌گیرد.

### منظرگرایی
نیچه بر آن است که مرگ خدا در نهایت منجر به از دست دادن هر گونه چشم‌انداز جهان‌شمول در باب چیزها، و به موازات آن هر گونه فهم و درک منسجم از حقیقت عینی می‌شود. نیچه بشخصه اندیشه وجود یک حقیقت عینی و خارجی را رد می‌کند و بر آن است که معرفت و شناخت مشروط و مقیّد است و وابسته به چشم‌اندازها و علایق نااستوار و متغیّر چیزها. از این امر می‌توان بازنگری مدام قواعد (چه فلسفی و چه روش‌های علمی و غیره) را بر اساس مقتضیاتی که چشم‌انداز هر دوره و شخص ایجاب می‌کند، استنباط نمود. این تلقی فلسفی و معرفت‌شناسانه «منظرگرایی» خوانده می‌شود.
نیچه در چنین گفت زرتشت بیان می‌کند که بر بلندای هر شخص بزرگی لوحی از ارزش‌ها آویخته شده است. او اشاره می‌کند که آنچه میان اشخاص گوناگون مشترک است، گرامیداشت و آفرینش ارزش‌ها است، هر چند ارزش‌های موردِ نظر از شخصی به شخص دیگر متفاوت باشند. نیچه اعلام می‌دارد که آنچه شخصی را بزرگ می‌گرداند نه محتوا و مضمون عقاید او که خودِ عمل ارزش‌آفرینیِ او است. از همین رو، اهمیت ارزش‌هایی که یک جامعه در صدد بیان آن است، به اندازهٔ اهمیت میل و ارادهٔ جمعی آن جامعه برای تحقق آن ارزش‌ها نیست. از نظرگاه نیچه، میل و اشتیاق اساسی‌تر از ارزشِ ذاتی و فی‌نفسهٔ اهداف است. عنصر اصلی ارادهٔ و میل است، فارغ از محتوا و مضمون ارزش‌ها و اهداف. «تا کنون هزار هدف وجود داشته، چون هزار فرد وجود داشته است. تنها جای یک یوغ برای هزار گردن خالی است: جای یک هدف خالی است. بشر هنور هیچ هدفی ندارد.» نیچه این عبارت را تحت عنوان «هزار و یک هدف» بیان می‌کند. این اندیشه که زین پس یک دستگاه ارزشی بر دیگر دستگاه‌ها برتری ندارد، هر چند شاید به‌طور مستقیم به نیچه منسوب نشده باشد، اما مبدّل به پیش‌فرضی رایج در علوم اجتماعی مدرن گشته است. ماکس وبر و مارتین هایدگر این اندیشه را جذب و شخصی‌سازی کردند و به مالکیت خویش درآوردند. این تلقی تمام تلاش‌های فلسفی و فرهنگی این دو شخصیت و همچنین چشم‌انداز سیاسی‌شان را شکل داد. برای نمونه، وبر با تکیه بر منظرگرایی نیچه معتقد است که هنوز نیز می‌توان از عینی‌گرایی سخن گفت، تنها با این پیش‌فرض که چشم‌انداز، ارزش یا هدفی خاصی پیش از آن بنیان نهاده شده باشد.
نیچه در کتاب فراسوی نیک و بد ضمن نقد فلسفهٔ سنتیِ دکارت، کانت و افلاطون، به انگارهٔ «شیء فی‌نفسه» و «می‌اندیشم پس هستم» به عنوان تلقی‌هایی ابطال‌ناپذیر مبتنی بر پذیرشِ خام‌دستانهٔ انگاره‌ها و مغالطات پیشینی حمله می‌کند. السدیر مک‌اینتایر، فیلسوف نامدار اسکاتلندی، نیچه را در تاریخِ فلسفه در جایگاهی برتر قرار می‌دهد. او در عین نقدِ نیچه و پوچ‌گرایی به عنوان نشانه‌های از یک زوال کلّی، او را به‌خاطر بازشناخت انگیختارهای روانشناختی که در پسِ فلسفهٔ اخلاقی کانت و هیوم نهفته است، ستایش می‌کند:
چرا که فهمِ این مسئله واضح‌تر از هر فیلسوفِ دیگری، دستاورد تاریخی نیچه بود… که نه تنها آنچه به نظر می‌رسید گریزی بر عینی‌گرایی است، در حقیقت نمودهایی از امیال ذهنی بود، بلکه ماهیت مسائلی که برای فلسفه ایجاد می‌کرد نیز وضعیتی این‌گونه داشت.

### معرفت‌شناسی و زبان‌شناسی
نیچه در کتاب دربارهٔ حقیقت و دروغ در مفهومی فرااخلاقی به ارائه گزارش و همچنین نقدی دربارهٔ نگرش‌های معاصر به حقیقت و مفاهیم می‌پردازد و چنین استنباط می‌کند که این نگرش‌ها از خودِ ایجاد و به وجود آوردن زبان، نشأت می‌گیرند.
هر واژه‌ای بی‌درنگ به مفهومی بدل می‌شود، تا آنجا که گویی قرار نبوده است یادآور تجربه‌ای یگانه و کاملاً شخصی و اصیل باشد که زایش خود را بدان مدیون است؛ بلکه انگار می‌بایست با موارد بی‌شمار و کم و بیش همانندی – که به معنای واقعی کلمه یکسان نیستند – تطابق بیابد؛ به عبارتی دیگر با بسیاری موارد ناهمسان. در حقیقت هر مفهومی از همسان‌سازیِ مواردی ناهمسان سرچشمه گرفته است.
به عقیده پل اف. گلن نیچه در اینجا چنین استنباط می‌کند که «مفاهیم استعاراتی هستند که با واقعیت تطابق ندارند.» نیچه می‌نویسد که هر چند مفاهیم در حقیقت استعاراتی هستند که به‌دست بشر ابداع شده‌اند (به‌واسطهٔ موافقتی همگانی برای تسهیل برقراری ارتباط)، اما انسان پس از ابداع آن‌ها، این حقیقت را به‌دست فراموشی سپرد و و باور کرد که آن‌ها «حقیقی» و مطابق با واقعیت هستند.
به زعم نیچه «حقیقت» در واقع:
سپاهی است متحرک از استعارات، کنایه‌ها و انسان‌انگاری‌ها – کوتاه سخن آنکه مجموعه‌ای است از روابط انسانی که فزونی گرفته، دچار جابجایی گشته و با آرایه‌هایی بیانی و شاعرانه تزیین شده است، و پس مدت‌های مدیدی استفاده از آن، برای فرد به نظر پایدار، قانونمند و الزام‌آور می‌رسد: حقایق توهماتی هستند که فرد فراموش کرده است که این همان چیزی است که آن‌ها هستند، استعاراتی فرسوده که دارای هیچ‌گونه نیروی حس‌انگیزی نیستند؛ سکه‌هایی که تصویر خود را از دست داده‌اند و همینک تنها به چشم فلز به آن‌ها نگریسته می‌شوند، و نه دیگر سکه.
چنین دیدگاه‌هایی از او دربارهٔ حقیقت و ارتباط آن با زبان انسان، تأثیری ویژه بر نظریه‌پردازان پسامدرنیسم بر جا گذاشته است؛ و همین نوشتهٔ «دربارهٔ حقیقت و دروغ در مفهومی فرااخلاقی» یکی از آثاری است که بیشترین تأثیر را در شهرت نیچه (شهرتی هر چند مورد اختلاف) به عنوان «سلسله‌جنبان پسامدرنیسم» داشته است.

### زیبایی‌شناسی هنرهای تجسمی
اگرچه تفکرات زیبایی شناسانه نیچه نه به صورت متمرکز در یک کتاب بلکه به شکل پراکنده در نوشته‌های مختلف منتشر شدند، اما نیچه بر تفکرات حوزه زیبایی‌شناسی اواخر قرن نوزدهم تأثیر بسیاری گذاشت. در مجموع با ثبات‌ترین تفکرات او حول موضوع زیبایی‌شناسی را در می‌توان در بخش اول زایش تراژی یا: هلنیسم و پسیمیسم یافت. او در اینجا با الهام از پلوتارک قدرت خلاقه انسانی را به دو نیروی «آپولونی» و «دیونوسی» تقسیم می‌کند. به باور نیچه این دو نیرو دو قطب اخلاقی خلاقیت هستند که کشمکش مولد میان این دو از زمان تراژدی نویسان یونان باستان و به خصوص از زمان سوفوکل دیگر از کنترل خارج شده است. مهم‌ترین خدمت نیچه در این زمینه این است که او جدای از کیفیات زودگذر شناخت احساسی، وجود احساس زیبایی‌شناسی را نیز برای ادراک جهان ظواهر به عنوان یک اصل کلی می‌پذیرد.

### زیبایی‌شناسی موسیقی
نگرش نیچه به موسیقی برآیندی است از نظرگاه او به فلسفهٔ فرهنگ. نیچه در آغاز برتری و تفوق موسیقی کلاسیک اروپا را می‌ستاید. در این دوره او جنبه‌های غیرعقلانی نبوغ آهنگسازانی را که با بازآفرینش نیروهای دیونیسوسی به اصلاح اضافات جنبه عقلانی و خشک فرهنگ اروپایی کمک می‌کنند ستایش می‌کند. اما نیچه سرانجام از این موضع خود بازمی‌گردد و با حملاتی سخت و دامنه‌دار به موسیقی واگنر، مشخصه‌های «والا» یی را که با آن موسیقی هنری و کلاسیک را شناسایی می‌کنند مورد رد و انکار قرار می‌دهد. او آن دسته از معیارهای زیبایی‌شناختی را که تا حد زیادی کانتی است در جهان هنر و موسیقی رد می‌کند و موسیقی عوام‌پسند افرادی همچون ژرژ بیزه و اوپرای کارمن او را می‌ستاید و سادگی و حس‌انگیز بودن آن را ارزش تلقی می‌کند. نیجه در زایش تراژدی می‌کوشد برخلاف پندار اکثریت نشان دهد که موسیقی تنها هنری است که از صورت‌های ظاهری عبور می‌کند نه آنکه در صورت‌های زیبای ظاهری تجلی کند. او در این ادعا تا حد زیادی وامدار شوپنهاور است.

### نظریه در مذهب
نیچه برخلاف آنچه تصور می‌شود بیشتر بر اساسِ حرکت جمعی جامعه پیش می‌رود و مرگ یک ملت را مُردن آرمانها و ارزشهای انسانی می‌پندارد و همین را دلیلی مستحکم بر نفوذ مذهب و نابودی پیشروی می‌داند؛ او مذهب را زادهٔ خیال می‌داند و تا آنجا پیش می‌رود که می‌گوید: تمامی قلمرو اخلاق و دین ذیل این برداشت از علت‌های زادهٔ خیال جای می‌گیرد و شناخت انسان را زیباترین می‌داند، به جای آنچه توهُم مذهبی می‌نامیم که باید اطاعت بی‌چون‌وچرا داشت.
فلسفه نیچه همچنین مخالف با آموزه‌های مسیحیت است. طوری که می‌نویسد: مسیحیت را متهم می‌کنم. وحشتناک‌ترین اتهامی را که تاکنون دادستانی بر زبان آورده علیه آن اقامه می‌کنم. به نظر من مسیحیت نهایی‌ترین شکل قابل تصور فساد است. کلیسای مسیحی هیچ چیزی را از فساد خود مصون نگذاشته. من مسیحیت را یگانه نفرین و لعنتی عظیم، یگانه تباهی ذاتی عظیم می‌نامم؛ و در جای دیگری می‌گوید: الکل و مسیحیت دو مخدر بزرگ اروپا هستند.
به روایت نیچه، مسیحیت از افکار بردگان ترسوی امپراتوری روم نشات گرفته است. بردگانی که دل و جرئت صعود به ارتفاعات کوهستانی را نداشتند و بنابراین برای خودشان فلسفه‌ای ساختند که ادعا می‌کرد رفتارهای حقیرانه آنها فضیلت است. مسیحیان می‌خواستند از مؤلفه‌های واقعی رضایت خاطر (مقام و منصب، رابطه جنسی، مهارت عقلانی و فکری، خلاقیت) بهره‌مند شوند ولی شجاعت نداشتند سختی‌هایی را تحمل کنند که لازمه این چیزهای خوب است؛ بنابراین عقیده‌ای ریاکارانه را رواج دادند که همان چیزی را لعن و نفرین می‌کرد که دوست داشتند و به آن متمایل بودند ولی آنقدر ضعیف بودند که نمی‌توانستند برای کسب آن مبارزه کنند و همزمان چیزی را می‌ستودند که دوست نداشتند ولی تصادفاً از آن بهره‌مند بودند. ضعیف بودن به «خوب بودن»، حقارت به «فروتنی»، فرمانبرداری از افراد مورد تنفر به «اطاعت» و به بیان صریح نیچه، «ناتوانی از انتقام‌گیری» به «بخشایش» بدل شد.

### اَبَر-انسان معنای زمین
فلسفهٔ وی متأثر از عقاید داروین است؛ و مفهوم ابرانسان او بر مبنای نظریه تکامل داروین طرح‌ریزی شده است. در برابر ابر-انسان واپسین انسان قرار دارد که معتقد به برابری انسان‌ها است. ابر-انسان کسی است که، فراسوی نیک و بد زندگی می‌کند و انسان اخلاقی را پشت سر گذاشته است. او مفهوم ابر-انسان را اولین بار در شاهکار خود چنین گفت زرتشت مطرح می‌سازد که یکی از مفاهیم بنیادین فلسفهٔ اوست. وی ستایشگر نبوغ و نکوهشگر دموکراسی و برابری انسان‌هاست.

### چکیدهٔ نظریه‌ها
انتقاد با لحنی گزنده از تلقیِ ارزش و ضدِ ارزش در جامعه پیامِ محوریِ نیچه است. این پیام با مرگِ فراروایت در فلسفهٔ پست مدرنیته به منصه ظهور رسید. ارزش و ضدِ ارزش در اراده معطوف به قدرت نهفته است، به‌طوری‌که گاه خودِ ما فریب ظاهرِ حقیقت‌طلبی و عدالت‌خواهیِ نمادینِ خود را می‌خوریم، اما داوریِ ارزشیِ ما در پسِ میل به قدرت قرار دارد.

## نیچه و ایران
آگاهی گستردهٔ نیچه در زمینهٔ زبان‌ها، تاریخ، فرهنگ، از جمله یونانی و رومی و پژوهش‌هایی که صورت می‌دهد نشان از تسلط او بر فرهنگ و فلسفهٔ ایران باستان دارد؛ برای نمونه در حکمت در روزگار تراژیک یونانیان که از نخستین آثار او است به تبادلات فلسفهٔ یونان و ایران دوران هخامنشی می‌پردازد. شناخت او دربارهٔ تاریخ و فرهنگ یونان و روم، و مطالعهٔ آثار تاریخیِ بازمانده از ایران باستان، سبب آشنایی و علاقهٔ زیاد او به تاریخ و فرهنگِ ایرانِ باستان گردید. او در آثارِ خود، شامل پاره‌نوشته‌ها و یادداشت‌های بازمانده در دفترهای او، که حجم زیادی از کلِ نوشته‌های او را شامل می‌گردد، از فرهنگ ایرانِ باستان مکرراً یاد می‌کند. توجه نیچه به ایران باستان در انتخاب «زرتشت» به عنوان پیامبر فلسفهٔ او و قهرمان نامدارترین اثرش چنین گفت زرتشت به وضوح نمایان است. نیچه به تاریخ ایران پسا اسلام علاقه‌ای همسان با ایران باستان نشان نمی‌دهد، البته بعضاً اشاره‌های گذرایی به مسلمانان می‌کند از جمله به حشاشین. در میان چهره‌های برجستهٔ تاریخ ایران در دورهٔ اسلامی، نام سعدی فقط یک بار در دفترهای نیچه ذکر شده اما به حافظ چندبار اشاره می‌شود. نیچه کتاب عظیمش چنین گفت زرتشت را از زبان زرتشت ایرانی روایت می‌کند که با فرود او از کوه و به میان مردم آمدنش آغاز می‌گردد. نیچه زرتشت را برگزید چون او را نخستین بنیان‌گذار ثنویت نیک و بد در جهان می‌دانست و با این گزینش می‌خواست راه و رسم ثنویت را بار دیگر به‌دست سوشیانت و منجی جدیدی براندازد و انسان را به فراسوی نیک و بد ببرد.

### ایران به جای روم
نیچه در پاره‌نوشته‌ای در میان آثار منتشر شده پس از مرگش، از یک فرصت از دست رفتهٔ تاریخی دریغ می‌خورد که چرا به جای رومیان، ایرانیان بر یونان چیره نشدند: «به جایِ این رومیان، چه خوب بود که ایرانیان سرورِ (Herr) یونانیان می‌شدند.» این یادداشت کوتاه را می‌توان این گونه تفسیر کرد که نیچه اینجا نیز گرایش خود به جهان‌بینیِ زمان‌باورِ ایرانیان در برابر متافیزیک یونانی نشان می‌دهد؛ زیرا با فرمانروایی رومیان بر یونان، فرهنگ یونانی و متافیزیک فلسفی آن بر فضای روم چیره شد و راه را برای ظهور مسیحیّت و نگرش آخرت‌اندیش و زمان‌گریز و دید هیچ‌انگارانه آن نسبت به زندگانی زمینی گشود. نیچه بر آن است که مسیحیّت، در مقام دین «بردگان»، زندگانی گذرای زمینی را به نامِ «پادشاهی جاودانهٔ آسمان» رد می‌کند و بدین‌سان نگرش مثبت یا «آری‌گوی» به زندگی را بدل به نگرش منفی می‌کند. حال آن که فرمان‌روایی ایرانیان بر یونان، با نگرش مثبتشان به زندگی و زمان، می‌توانست روند این جریان را دگر کند و از یک رویداد شوم در تاریخ پیشگیری کند.

### زرتشت نیچه
زرتشت پیامبر ایرانی، در سپیده‌دمِ تاریخِ بشری، هستی را عرصهٔ جنگ نیک و بد دانسته است که در دو چهرهٔ ایزدیِ همستیز، یعنی اهورا و اهریمن، نمایان می‌شود. این تفسیر، پیشاهنگ تفسیر مسیحی است که هستی را پهنهٔ «گناه و کیفر جاودانه» می‌شمارد یا تفسیر سقراطی و افلاطونی که مثالِ «نیکی» را، در مقام والاترین ارزش، بر تارکِ هستی می‌نشاند. نیچه در برابر این اخلاق‌باوری (Moralismus) اخلاق‌ناباوریِ (Immoralismus) خود را می‌نشاند که هستی را در ذاتِ خود فارغ از ارزش‌های بشری می‌داند و بر آن است که «بی‌گناهیِ» نخستینِ آن را به آن بازگرداند. بدین‌سان است که هستی‌شناسیِ اخلاق‌باورانهٔ زرتشت اصلی، که در سرآغاز تاریخ به میدان آمده و ذهنیّت و فرهنگ بشری را شکل داده، در برابر هستی‌شناسیِ اخلاق‌ناباورِ زرتشتِ نیچه قرار می‌گیرد که در پایان این تاریخ، در روزگارِ برآمدنِ «واپسین انسان» ندای گذار از انسان به اَبَرانسان را سر می‌دهد. بدین‌ترتیب، اخلاق‌ناباوری زرتشتِ نیچه درست پادنشین یا نقطهٔ مقابل اخلاق‌باوری زرتشتِ اصلی است. نیچه در کتاب اینک آن انسان که در آن به شرح زندگانی روشنگرانه و تحلیل کوتاهی از آثار خویش می‌پردازد، دلیل گزینش نام زرتشت را برای گزارش فلسفهٔ خویش بازمی‌گوید:
«زرتشت به اندازهٔ تمام اندیشه‌گران دیگر دلاوری دارد. راست گفتن و نیک تیر انداختن، این فضیلتِ ایرانی است. – فهمیدند چه می‌گویم؟ … از خویش برگذشتنِ اخلاق از سرِ راستگویی، از خویش برگذشتنِ اهلِ اخلاق و به ضدِّ خویش بدل شدن – به من – این است معنایِ نامِ زرتشت در دهانِ من. هرگز از من نپرسیده‌اند، امّا می‌بایست می‌پرسیدند که معنای نامِ زرتشت در دهانِ من چیست؛ در دهانِ نخستین اخلاق‌ناباور: معنایِ آن درست ضدِّ آن چیزی ست که مایه‌یِ بی‌همتاییِ شگرفِ این ایرانی (Perser) در تاریخ است. زرتشت بود که نبردِ نیک و بد را چرخِ گردانِ دستگاهِ هستی انگاشت. ترجمانیِ اخلاق به مابعدالطبیعه، در مقامِ نیرو[ی گرداننده]، علّت، غایت به ذاتِ خویش، کارِ اوست. این پرسش، امّا، در جا پاسخی در بُنِ خویش دربرداشت. زرتشت بود که این شوم‌ترین خطا را پدیدآورد، خطایِ اخلاق را: پس او می‌باید همچنین نخستین کسی باشد که به این خطا پی می‌بَرَد. او نه تنها از هر اندیشه‌گرِ دیگر در این باب تجربهٔ درازتر و بیشتری دارد که – تمامیِ تاریخ ردِّ تجربیِ اصلِ [وجودِ] به‌اصطلاح «نظمِ اخلاقیِ جهانی» است – بالاتر از آن این است که زرتشت راستگوتر از هر اندیشه‌گرِ دیگر است. آموزهٔ او، و تنها آموزهٔ او، است که راستگویی را در مقامِ والاترین فضیلت می‌نشاند – برخلافِ ترسوییِ «آرمان‌خواهان» و گریزِشان از برابرِ واقعیّت. زرتشت به اندازهٔ تمامِ اندیشه‌گرانِ دیگر دلاوری دارد. راست گفتن و نیک تیر انداختن، این فضیلتِ ایرانی است. – فهمیدند چه می‌گویم؟ … از خویش برگذشتنِ اخلاق از سرِ راستگویی، از خویش برگذشتنِ اهلِ اخلاق و به ضدِّ خویش بدل شدن – به من – این است معنایِ نامِ زرتشت در دهانِ من.»

### نیچه و حافظ

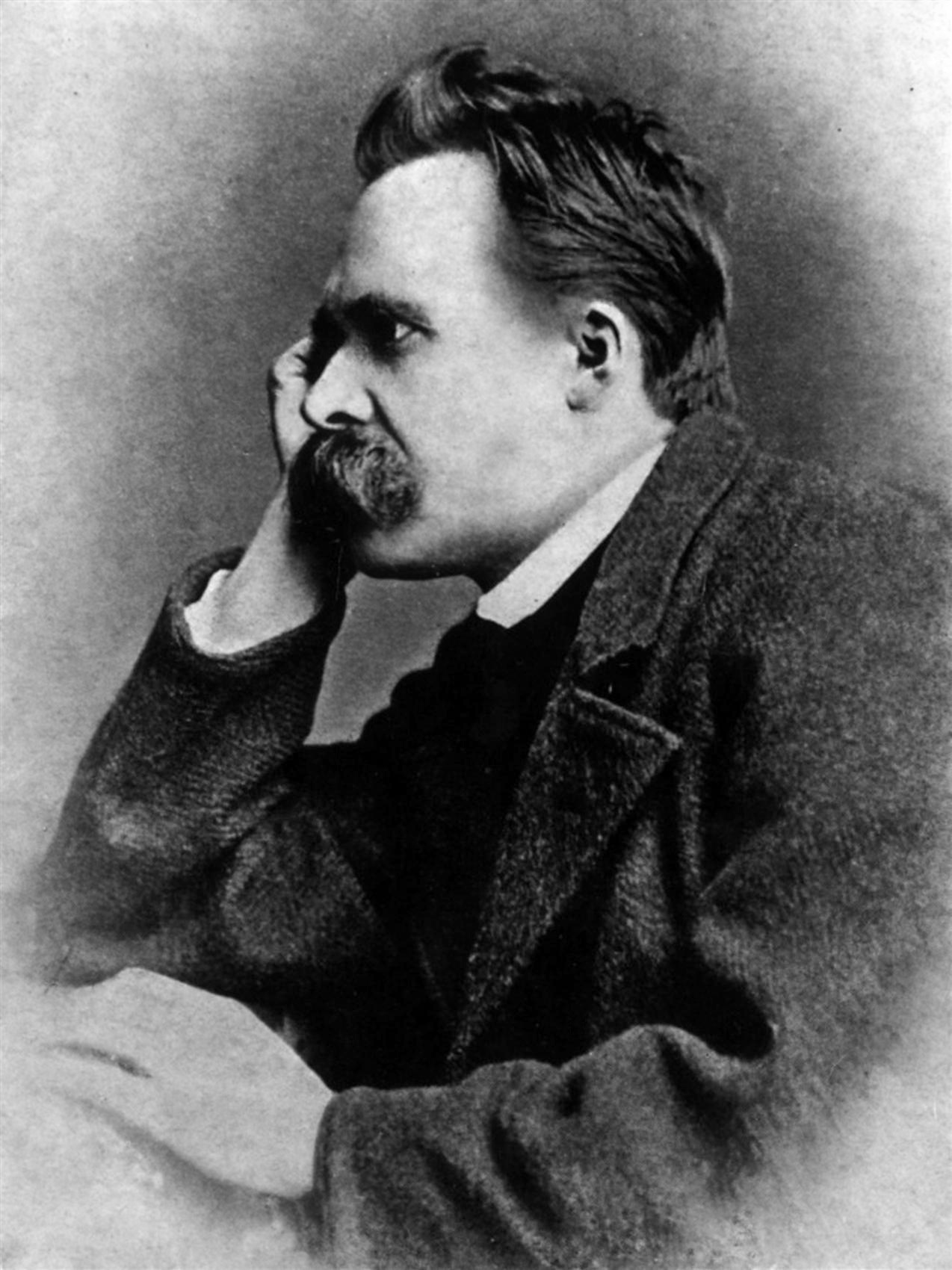
نیچه در ۱۸۸۲

نیچه یکی از نمونه‌هایِ عالی خردمند بینای دیونوسوسی خود را در حافظ می‌یابد. نام حافظ ده بار در مجموعه‌یِ آثارِ وی آمده است. بی‌گمان، دل‌بستگی گوته به حافظ و ستایشی که در دیوان غربی-شرقی از حافظ و حکمتِ شرقی او کرده، در توجه نیچه به حافظ نقشی اساسی داشته است. در نوشته‌های نیچه نامِ حافظ در بیشتر موارد در کنار نامِ گوته می‌آید و نیچه هر دو را به عنوانِ قله‌های خردمندیِ ژرف می‌ستاید. حافظ نزدِ او نمایندهٔ آن آزاده‌جانی شرقی است که با وجدِ دیونوسوسی، با نگاهی تراژیک، زندگی را با شور سرشار می‌ستاید، به لذّت‌های آن روی می‌کند و، در همان حال، به خطرها و بلاهای آن نیز پشت نمی‌کند (بلایی کز حبیب آید، هزارش مرحبا گفتیم!). این‌ها، از دید نیچه، ویژگی‌های رویکرد مثبت و دلیرانه، یا رویکرد «تراژیک» به زندگی‌ست.
در میان پاره‌نوشته‌های بازمانده از نیچه، از جمله شعری خطاب به حافظ هست:
به حافظ، پرسش یک آبنوش
میخانه‌ای که تو برای خویش
پی افکنده‌ای
فراخ‌تر از هر خانه‌ای است
جهان از سر کشیدن مِی‌ای
که تو در اندرون آن می‌اندازی،
ناتوان است.
پرنده‌ای، که روزگاری ققنوس بود
در ضیافت توست
موشی که کوهی را بزاد
خود گویا تویی
تو همه‌ای، تو هیچی
میخانه‌ای، مِی‌ای
ققنوسی، کوهی و موشی،
در خود فرومی‌روی ابدی،
از خود می‌پروازی ابدی،
رخشندگی همهٔ ژرفاها،
و مستی همهٔ مستانی.
- تو و شراب؟

## معرفی بعضی از آثار

### غروب بت‌ها
نیچه در این اثر (تألیف ۱۸۸۸) به جنگ بت‌های قدیم می‌رود و به قول خودش یکی یکی آن‌ها را طوری با پتک آشنا می‌کند که گویی با مضراب؛ پتک را نخست همچون مضراب با بدنه میان‌تهیِ بت‌ها آشنا می‌کند تا پیش از در هم کوفتنِ‌شان آن‌ها را به صدا درآورد. یکی از کسانی که در این اثر به جد نقد می‌شود سقراط به مثابه یکی از بزرگ‌ترین بت‌ها است.

### فراسوی نیک و بد
این کتاب در اصل در ۱۸۸۶ به‌دنبال چنین گفت زرتشت چاپ شد. این اثر را به نوعی بیان تمامیِ آنچه که در چنین گفت زرتشت آمده است اما به زبانی دیگر می‌دانند. آنچه که نیچه در زرتشت به زبانی شاعرانه و نمادین بیان کرده بود، در این کتاب بیانی دیگر یافته است. خود نیچه در نامه‌ای به یاکوب بورکهارت در سپتامبر ۱۸۸۶ می‌نویسد: «خواهش می‌کنم این کتاب را بخوان. اگر چه همان چیزهایی را می‌گوید که زرتشتِ من گفته است، اما به زبانی دیگر، بسیار دیگر.»

### در باب حقیقت و دروغ در مفهومی غیراخلاقی
رسالهٔ دربارهٔ حقیقت و دروغ در مفهومی غیراخلاقی که با عنوان دربارهٔ حقیقت و دروغ در مفهومی فرااخلاقی نیز شناخته می‌شود، در سال ۱۸۷۳، یک سال پس از نوشتن زایش تراژدی به نگارش درآمد، اما در دوران زندگی نیچه هرگز به انتشار نرسید. در بخش اعظمی از این اثر به پرسش‌هایی معرفت‌شناختی در باب ماهیت حقیقت و زبان، و چگونگی ارتباط آن‌ها با شکل‌گیری مفاهیم پرداخته می‌شود.

### واپسین شَطْحیّات
واپسین شطحیات کتابی است شامل یادداشت‌های دوران بیماری نیچه، که به دست یوهان خوک زبانشناس دانشگاه لیدن هلند جمع‌آوری شده و در سال ۱۹۹۸ زیر عنوان من مرده‌ام چون احمقم به چاپ رسیده است. گردآور اصلی، عنوان یادداشت‌های بیماری را بر اثر خود گذارده که مترجم فارسی بنا بر ذوق خود عنوان واپسین شطحیات را برای آن برگزیده است. در واقع این نوشته تنها اثری از نیچه است که توسط او بین سال‌های ۱۸۸۹ تا ۱۸۹۷، یعنی دوران کسوف معنوی‌اش، به تحریر درآمده و می‌توان آن را به نوعی واپسین نوشته‌های او دانست.

### ارادهٔ معطوف به قدرت
سال دقیق نگارشِ این اثر مشخص نیست و در واقع هیچ‌گاه از سوی خود نیچه به صورت یک کتاب در نیامد و دست کم صورتی از یک طرح بوده که نیچه در پی تکمیل آن برآمده بود. سرانجام نخستین بار به همت «پیتر گاست» و «ارنست و اوت هورنه فِر» در سال ۱۹۰۱ (یک سال پس از مرگ نیچه) گردآوری، تنظیم، تدوین و منتشر شد.

### آرمانِ زُهد
پیش‌انگارهٔ نیچه در رسالهٔ آرمانِ زهد از کتاب تبارشناسی اخلاق چنین است: گناهکاریِ انسان نه یک واقعیت، که تفسیرِ یک واقعیت است.